# Aspidites ramsayi
Espèce
Synonymes
- Aspidiotes ramsayi Macleay, 1882
- Aspidites collaris Longman, 1913
- Aspidites ramsayi neildavieii Hoser, 2009

Statut de conservation UICN

 LC  : Préoccupation mineure
Statut CITES
Aspidites ramsayi, Python de Ramsay ou Woma, est une espèce de serpents de la famille des Pythonidae.

## Répartition

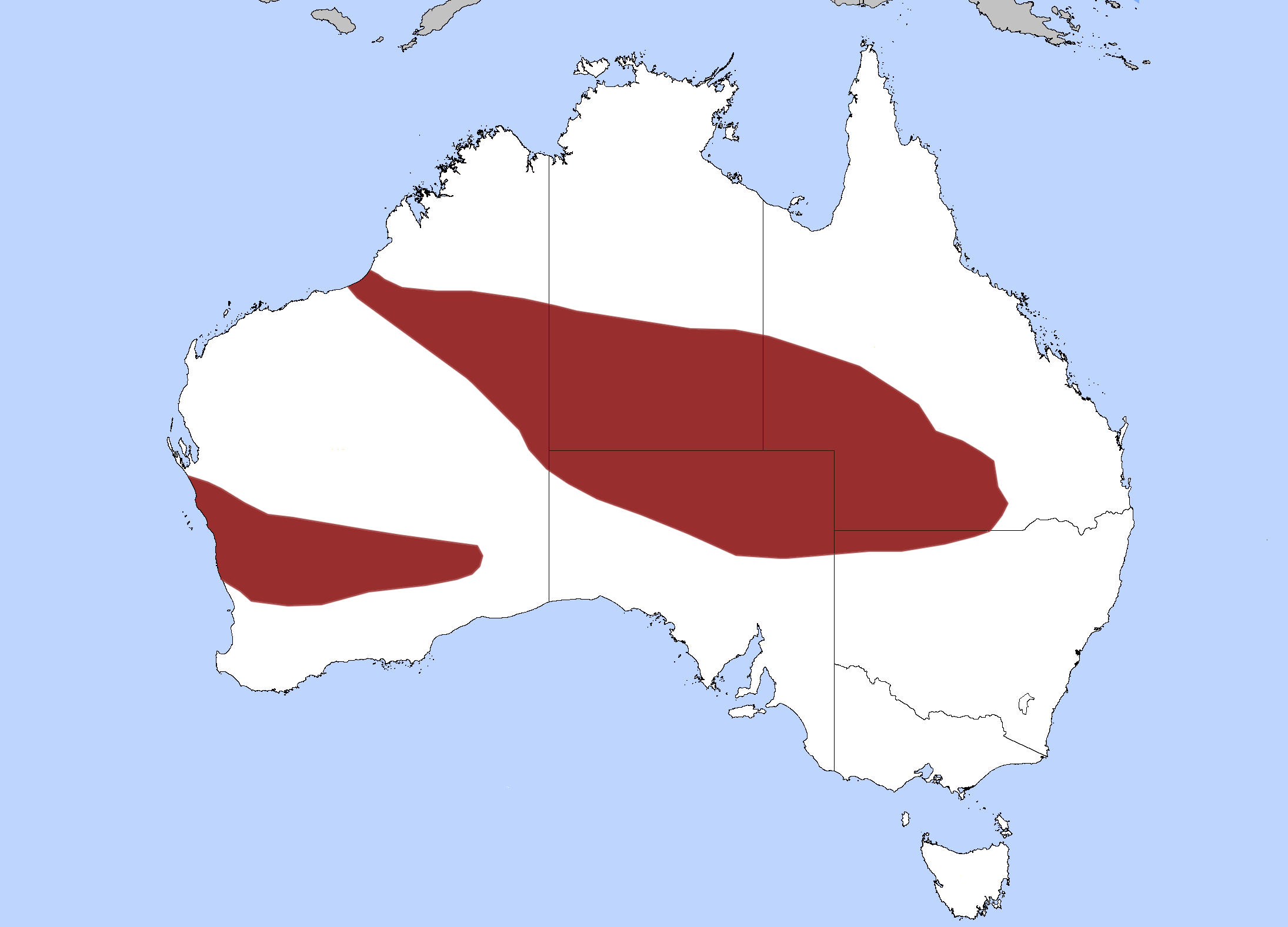

Cette espèce est endémique d'Australie. Elle se rencontre dans l'Ouest et le centre de l'Australie depuis l'Australie-Occidentale, le Sud du Territoire du Nord, le Nord de l'Australie-Méridionale, le Sud du Queensland et le Nord-Ouest de la Nouvelle-Galles du Sud. Son habitat est souvent fragmenté. Le lieu où il est censé être le plus abondant est dans la région de Bourke en Nouvelle-Galles du Sud.

## Description

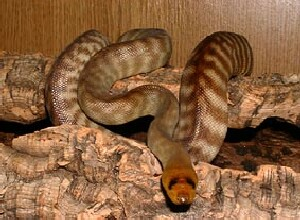

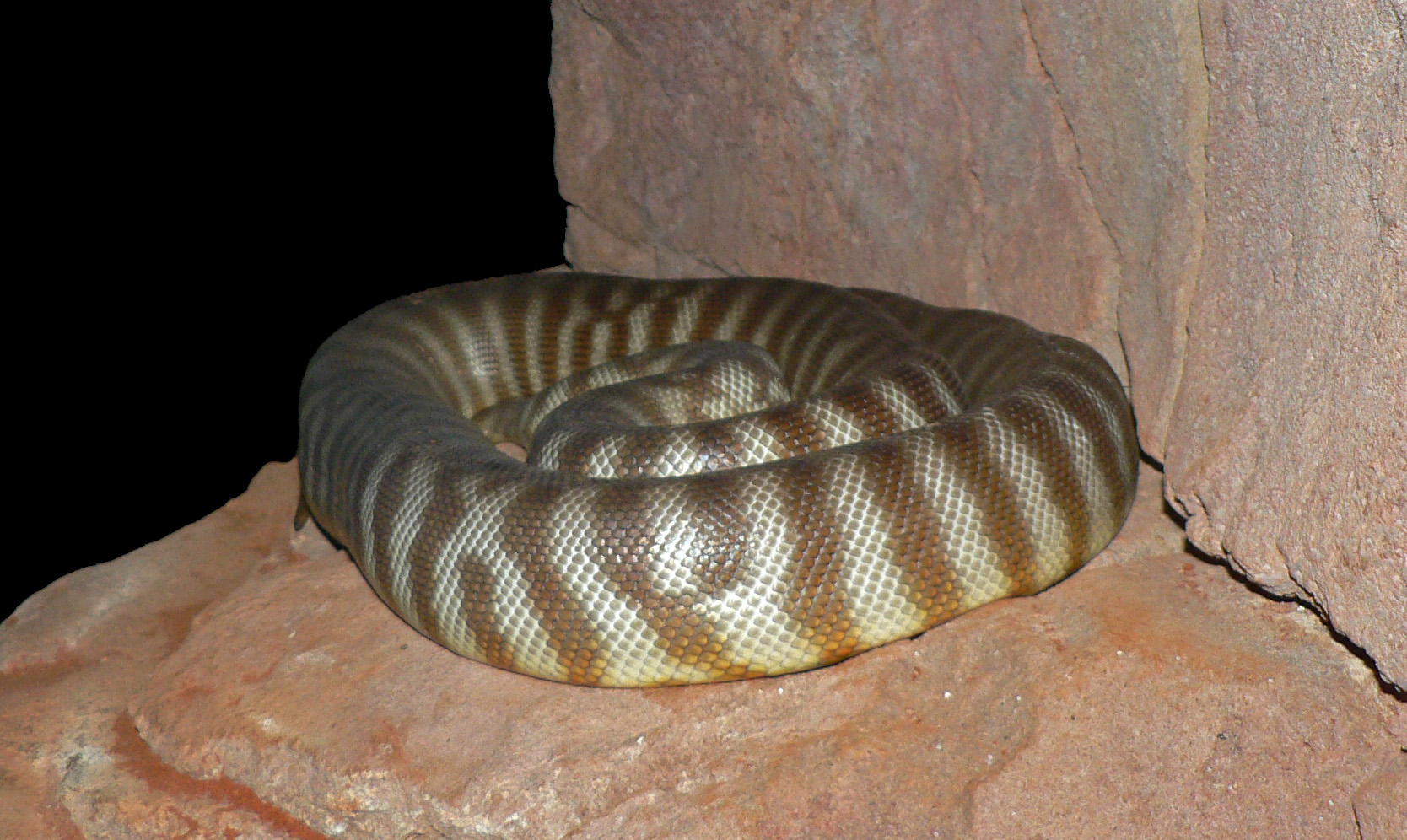

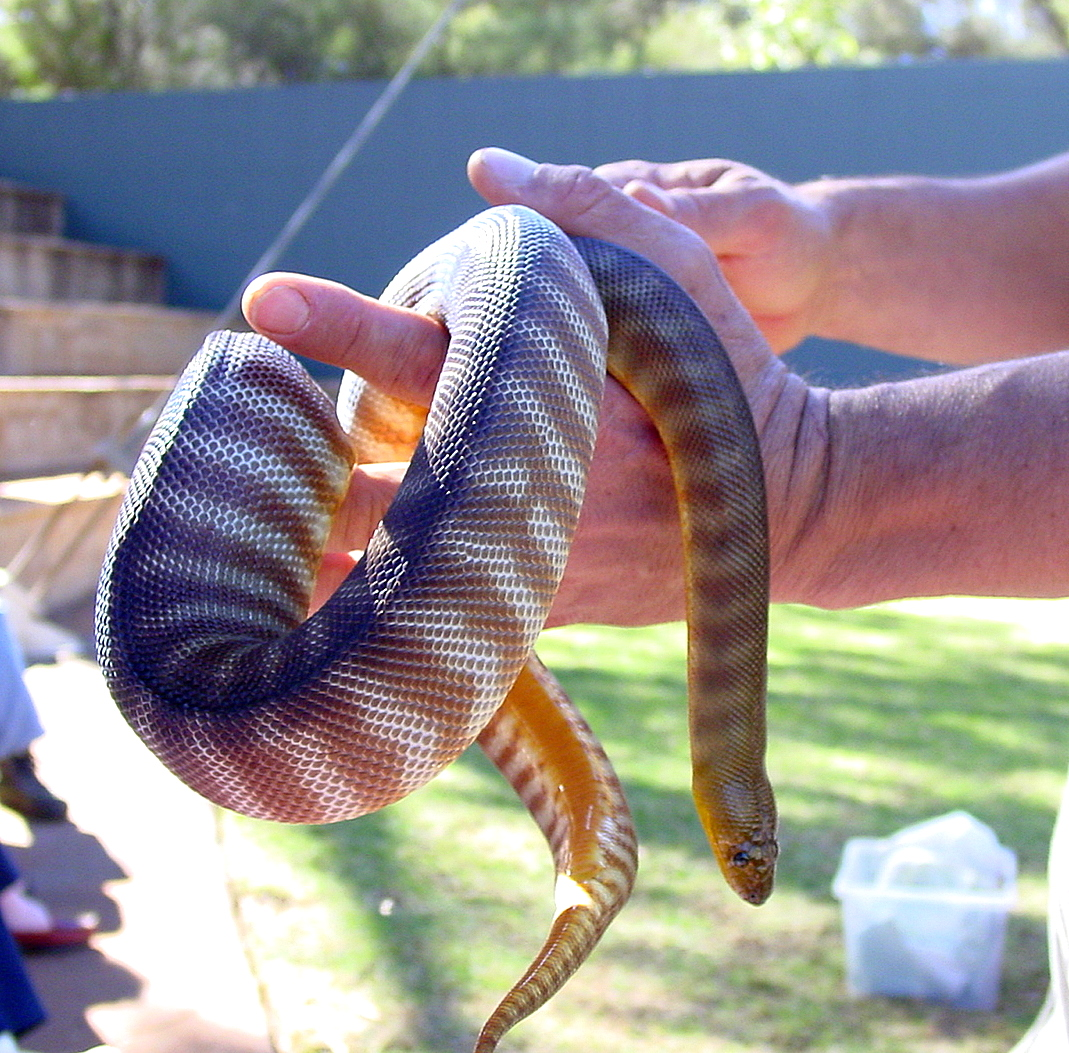

C'est un serpent constricteur qui mesure environ 150 cm de long. La tête est étroite, les yeux petits. Le corps est trapu et aplati ; la queue est fine et pointue. Les écailles sont petites et semblent lisses. Il y a à peu près 50 à 65 écailles dorsales au milieu du corps, 280 à 315 écailles ventrales. L'écaille anale est unique et il y a 40 à 45 écailles sous-caudales le plus souvent simples. Quelques-unes des dernières écailles sous-caudales peuvent être divisées de façon irrégulière.
La couleur va du brun moyen et de l'olive à des formes plus claires orange, rose ou rouge disposées en bandes. Le ventre est crème ou jaune clair avec des taches brunes et roses. Les écailles autour des yeux sont généralement plus sombres que sur le reste de la tête.
C'est un animal nocturne qui se repose le jour dans le creux d'une souche ou sous un tas de feuilles.

## Alimentation
Il se nourrit très souvent de rongeurs qu'il va chercher dans leurs terriers. Il essaie le plus souvent de les tuer en les écrasant contre la paroi du terrier mais cette technique se solde le plus souvent par un échec.

## Reproduction
Il est ovipare et la femelle pond 5 à 20 œufs dans un nid qu'elle surveille jusqu'à l'éclosion. La couvaison dure deux à trois mois.

## Protection
L'espèce est considérée comme en danger et le zoo d'Adélaïde en fait l'élevage avant de les relâcher dans "the Arid Recovery Reserve" près de Roxby Downs dans le nord de l'État.

## Étymologie
Cette espèce est nommée en l'honneur de Edward Pierson Ramsay qui a fourni les premiers spécimens, eux-mêmes trouvés par son frère James Ramsay.

## Publication originale
- Macleay, 1882 : Description of two new species of snakes. Proceedings of the Linnean Society of New South Wales, sér. 1, vol. 6, p. 811-813 (texte intégral).